# Wind Cave
Wind Cave (z ang. „Wietrzna Jaskinia, Jaskinia Wiatru”) – jaskinia leżąca w Górach Czarnych (Black Hills). Stanowiła jedno ze świętych sanktuariów Indian Lakota. Przez białych odkryta w 1881. Skomplikowany system jaskiniowy, z którego zbadano dotąd około 237 km korytarzy, co daje mu piąte miejsce na liście najdłuższych jaskiń świata. Ma bogatą szatę naciekową.
W 1903 roku ustanowiono tu Park Narodowy Wind Cave. Był to pierwszy park narodowy założony po to, by chronić jaskinię.